# La malattia di Capo Lone
La malattia di Capo Lone (The Sickness of Lone Chief) è un racconto del romanziere Jack London, scritto nell'ottobre 1902. Appartiene al genere Western.

## Trama
Stati Uniti d'America, primi anni del XIX Secolo. Il giovane Lone, ultimo e unico sopravvissuto dei figli di capo Kasata-Ka, sakem dei Pawnee, viene assalito da un orso e ferito gravemente alla testa. Miracolosamente sopravvissuto, è però tormentato da un terribile dolore alla fronte che lo spinge a cercare la morte. Dopo aver parlato a Kasaan, sua giovanissima promessa sposa, Lone chiede al padre di preparare il suo funerale. Mentre gli anziani della tribù, riuniti attorno al suo giaciglio, narrano orrorifici racconti sul mondo dei morti, lo stregone Skolka tesse il suo piano: convinto com'è che la malattia di Lone è solo psicologica e non lo condurrà a morte, decide di convincere Kasata-Ka a mandarlo in combattimento contro i Mukumuks, nemici storici della tribù, potendo così avere una morte onorevole. Solo così egli potrà usurpare il titolo di sakem della tribù. Kasata-Ka accetta, e Lone, combattendo contro i primi due avversari incontrati, batte violentemente il capo. In seguito all'urto, ogni suo malessere cessa d'incanto, e una nuova energia lo pervade, al punto da assalire da solo il campo nemico e costringere gli occupanti alla fuga. Tornato al proprio campo, viene accolto con tutti gli onori e nominato capo, Kasaan accetta di sposarlo, mentre Skolka è esiliato per sempre.